# Wałentyn Cwełych
Wałentyn Wałentynowycz Cwełych, ukr. Валентин Валентинович Цвелих (ur. 3 maja 1979 w Krzemieńczuku) – ukraiński futsalista, grający na pozycji napastnika.

## Kariera piłkarska
W 1998 rozpoczął karierę piłkarską w futsalowym klubie KrAZ Krzemieńczuk. W sezonie 2000/01 występował w Ukrspławie Donieck. Latem 2002 wrócił do klubu z Krzemieńczuku, który zmienił nazwę na Politechnik. Na początku 2003 bronił barw Szachtara Donieck. Latem 2003 przeszedł do Urahanu Iwano-Frankiwsk. Po dwóch latach przeniósł się do MFK Szachtar Donieck. Na początku 2006 rozegrał 2 mecze w składzie zespołu DJuSSz-5-Arkada Donieck. Podczas przerwy zimowej sezonu 2005/06 wrócił do Urahanu Iwano-Frankiwsk. Na początku 2007 odszedł do ŁTK Ługańsk. W 2009 wrócił po raz trzeci do Urahanu Iwano-Frankiwsk. W 2012 został zaproszony do Łukasu Krzemieńczuk. Po rozwiązaniu klubu w 2015 został zawodnikiem Deliweri Odessa. W sezonie 2017/18 występował w Pucharze Ukrainy w składzie drużyny Koroliwski Smak Switłowodsk.

## Kariera trenerska
W czerwcu 2012 został mianowany na stanowisko głównego trenera Łukasu Krzemieńczuk, w którym również łączył funkcje piłkarza.

## Sukcesy i odznaczenia

### Sukcesy piłkarskie
MFK Szachtar Donieck
- mistrz Ukrainy: 2005/06
- zdobywca Pucharu Ukrainy: 2005/06
- zdobywca Superpucharu Ukrainy: 2006
- półfinalista Pucharu UEFA w futsalu: 2005/06

Urahan Iwano-Frankiwsk
- zdobywca Pucharu Ukrainy: 2010/11
- zdobywca Superpucharu Ukrainy: 2011

### Sukcesy indywidualne
- 3-krotny król strzelców mistrzostw Ukrainy: 2004/05 (44 goli), 2007/08 (32 goli), 2009/10 (34 goli)
- wielokrotnie wybierany na listę 15 oraz 18 najlepszych futsalistów Ukrainy

### Odznaczenia
- tytuł Mistrza Sportu Ukrainy
- członek Klubu Ołeksandra Jacenki: 321 gol